# Yvon du Fou
Yvon du Fou fut successivement échanson, grand-veneur et conseiller du roi Louis XI.

## Biographie
Il est le fils de Jehan Ier du Fou, issu en juveigneurie des vicomtes du Faou, en Cornouaille, écuyer, seigneur de Kerjestin en Ergué-Gabéric et du Rustéphan en Nizon, décédé en 1460 avant la Madeleine et avait pour frères Jean du Fou, chambellan et échanson de Louis XI, et Raoul du Fou qui fut évêque d'Angoulême, de Périgueux et d'Évreux.
Dès 1464, il est nommé écuyer d'écurie de Louis XI, premier échanson l'année suivante et capitaine des ville et château de Lusignan.
En 1467, il est chargé de convoquer, sur ordre du Roi, les bans et arrière-bans des provinces du Poitou, Saintonge et Angoumois.
En mai 1470, il reçoit les lettres patentes du roi l'autorisant à bâtir son château et lui donner son nom Le Fou en lieu et place et celui de L'Armenteresse. En 1472, il est nommé grand-veneur de France, avec des gages annuels de 3 200 livres.
Lieutenant-général des armées du roi, il est envoyé pour réduire le Roussillon et la Cerdagne en 1474. En août, il fut nommé capitaine-général des francs-archers du roi.
En février 1475, il est envoyé en ambassade auprès du Roi d'Aragon et commande une compagnie de cinquante lances, puis dans une quittance du 15 juillet, il est nommé gouverneur du Dauphiné et capitaine de cent lances.
En 1477, il est en procès contre le sire d’Albret au sujet du butin et des prisonniers lors de sa lutte contre le roi de Castille. Deux ans plus tôt, ils furent envoyés dans le Guipuscoa et la Biscaye pour faire la guerre aux Espagnols : le sire d’Albret en qualité de lieutenant-général et Yvon du Fou comme capitaine de cinquante hommes d’armes. Victorieux, ils mirent à sac Renteria et rentrèrent avec le précieux butin à Saint-Jean-de-Luz. Le sire d’Albret demanda 4 000 écus pour son captif le seigneur de Masqueta, le roi en offrit 1 000. Yvon du Fou, se sentant lésé par le sire d’Albret porta l’affaire devant le Parlement de Paris.
Il est nommé curateur du comte d’Angoulême puis coadjuteur honoraire de Marguerite de Rohan, puis est cité général et réformateur des Eaux et Forêts du pays de Poitou dans une quittance du 16 novembre 1478, garde des forêts d’Amboise et de Chanteloup le 2 mars 1482, puis bailli de Touraine le 1er juillet 1484.
En 1484, il est cité capitaine et gruyer[Quoi ?] de Saint-Germain-en-Laye, et en octobre, il fait partie des quinze nouveaux seigneurs membres du Conseil du Roi Charles VIII.
Il est nommé sénéchal du Poitou et capitaine du château de Poitiers succédant à Philippe de Commynes par lettres patentes données à Orléans le 28 septembre 1485.

### Généalogie
Yvon du Fou épouse en premières noces Anne Mouraud, dame de La Mothe, décédée en 1479 et inhumée dans la chapelle Sainte-Anne de l'église Notre-Dame La Grande de Poitiers, fille unique de Jean Mouraud, écuyer, seigneur de La Mothe sur Croutelle en Ligugé, des Touches de Lezay, de La Flotte et de L’Armentresse, décédé le 5 septembre 1468, licencié en lois, nommé avocat du roi au criminel de la Cour de Poitiers avant 1433, échevin de Poitiers en qualité de conseiller non-pair dès 1437, membre du collège des Treize conseillers maîtres en 1437, maire de Poitiers de 1438 à 1461, conseiller du Roi, qualifié de conservateur des privilèges royaux de l’Université de Poitiers en 1442 et 1459, grand-réformateur des Eaux et Forêts en Poitou dès 1464, et d’Anne Larcher, dame de La Roche, du moulin de Pouvreau, des Ors-Piart, de La Boucherie et autres lieux, et en secondes noces Catherine de Vivonne, dame de La Chastaigneraye et d’Ardelay, décédée entre 1489 et 1491, fille de Germain de Vivonne, chevalier, seigneur d’Aubigny, d’Amville, de Saint-Martin du Plain et autres lieux, et de Marguerite de Brosse, dame de La Chasteigneraye et d’Ardelay, dont du premier :
1. Ylaire du Fou, épousa François, Baron de Bourdeille, chevalier, seigneur de La Tour-Blanche, de Brantosme et des Bernardière, dont postérité ;
2. Jacques du Fou, chevalier, seigneur du Fou, de Préaux, des Simaux, de Chanteloup, de Corsec, de La Mothe et autres lieux, décéda en 1526, épousa Jeanne d'Archiac, dont postérité ;
3. François du Fou, chevalier, baron de Calais, seigneur du Vigean, de Chantouiller, de L’Isle-Jourdain en partie et autres lieux, épouse Louise de Polignac, dont postérité ;
4. Louise du Fou, épousa Jean de Mareuil, chevalier, baron de Montmoreau et de Villebois en partie, dont postérité.

Yvon du Fou décéda le 2 août 1488 et fut inhumé dans la chapelle Sainte-Anne, dite chapelle du Fou, de l'église Notre-Dame la Grande de Poitiers.

## Seigneuries
- L'Armenteresse, depuis Le Fou, en Vouneuil sur Vienne ;
- Le Vigean ;
- La Roche ;
- Les Touches de Lezay ;
- La Flotte ;
- Chantoullier ;
- Corsec ;
- La Charasse.

## Armoiries
Il portait : écartelé aux 1er et 4e : d’azur à la fleur de lys d’or, sommée de deux éperviers affrontés d’argent becquetés et membrés d’or, et, aux 2e et 3e : d’or au griffon de gueules. 
- Cimier : un ange issant posé de face.
- Tenants : deux sauvages.